# Wiktor Moczko
Wiktor Moczko (ur. 1907 w Ciasnej, zm. 3 sierpnia 1937 w Katowicach) – polski bokser, reprezentant Polski.

## Życiorys
Z pięściarstwem zapoznał się i walczył w klubie Sokół Katowice, następnie reprezentował barwy klubów BKS Katowice i Policyjny KS Katowice, walcząc w latach 1925–1936. Przez większą część swojej kariery walczył w kategorii muszej, a pod koniec w koguciej. Pięć razy zdobył mistrzostwo Polski w kategorii muszej w latach: 1926, 1927, 1928, 1929 i 1931, raz był wicemistrzem w tej samej wadze w 1932, a w 1934 był brązowym medalistą w kategorii koguciej. Wystąpił 5 razy w reprezentacji Polski, odnosząc 3 zwycięstwa i 2 razy przegrywając w latach 1929–1931. W drugiej połowie lat dwudziestych był najlepszym pięściarzem wagi muszej w Polsce. W reprezentacji Polski walczył też jego młodszy brat Alojzy. Tworzyli razem jedyny reprezentacyjny duet braterski okresu międzywojennego.
Chorując na gruźlicę i będąc w ciężkiej sytuacji materialnej, pozbawił się życia wystrzałem z rewolweru, w wieku 30 lat. Pochowany na cmentarzu przy ul. Sienkiewicza w Katowicach.